# Mari Iijima
Mari Iijima (飯島 真理?, Iijima Mari; Tsuchiura, 18 maggio 1963) è una cantautrice, doppiatrice e attrice giapponese, anche conosciuta con il soprannome Marin.
Debutta nel 1983 con l'album Rosé, ma la popolarità era già arrivata l'anno precedente interpretando come seiyū (attrice vocale) il ruolo del personaggio di Lynn Minmay nella serie animata giapponese Fortezza superdimensionale Macross; Minmay nella serie è una cantante pop, cosa che permette a Iijima di sfoggiare il proprio talento musicale e ottenere un ampio successo in campo discografico. In questo periodo registra Ai oboete imasu ka, brano portante della colonna sonora del film Macross - Il film, che rappresenta il suo maggior successo commerciale. Essendo molto fluente anche nella lingua inglese, Iijima ha lavorato in seguito anche all'edizione statunitense della serie intitolata Robotech. Iijima continua tuttora a mantenere il ruolo di Lynn Minmay in tutte le varie serie, film, videogiochi e altre produzioni del franchise di Macross in cui compare il personaggio.
Nonostante la sua carriera vanti esclusivamente il ruolo di Lynn Minmay, Iijima è considerata una figura di importanza centrale nella storia dell'intrattenimento giapponese: il suo impatto e la successiva influenza sia nella storia dell'animazione giapponese sia nel mercato discografico giapponese sono tale da averle fatto meritare il titolo di «idol-seiyū originale» (元祖アイドル声優?, ganso aidoru seiyū).
Dopo la fine della lavorazione della prima serie di Macross, Iijima si è trasferita a Los Angeles dove si è sposata nel 1989 con il musicista James Studer, autore e produttore di numerose sue canzoni; la coppia ha avuto due gemelli, ma ha divorziato nel 2001. Iijima vive tuttora a Los Angeles.

## Discografia

### Album in studio
- 21/9/1983 - Rosé; prodotto e arrangiato da Ryūichi Sakamoto, ispirato al colore rosa
- 21/3/1984 - blanche; prodotto e arrangiato da Minako Yoshida, ispirato al colore bianco
- 5/3/1985 - Midori; prodotto e arrangiato da Nobuyuki Shimizu, ispirato al colore verde
- 21/11/1985 - KIMONO STEREO, ispirato al colore grigio
- 5/6/1987 - Coquettish Blue, ispirato al colore blu
- 10/4/1988 - Miss Lemon, ispirato al colore giallo
- 10/5/1989 - My Heart in Red, ispirato al colore rosso
- 26/9/1990 - It's a love thing
- 25/10/1991 - Believe
- 25/10/1993 - Different Worlds
- 25/7/1994 - Love Season
- 25/9/1995 - Sonic Boom
- 25/7/1996 - Good Medicine
- 10/8/1997 - Europe
- 25/3/1998 - Rain & Shine
- 10/12/1999 - No Limit
- 12/9/2001 - Right Now
- 3/3/2004 - Silent Love
- 27/7/2005 - WONDERFUL PEOPLE
- 24/1/2007 - Uncompromising Innocence
- 2/9/2009 - Echo
- 21/10/2012 - TAKE A PICTURE AGAINST THE LIGHT
- 24/9/2014 - SHARP AS A KNIFE, SWEET AS STRAWBERRIES
- 3/9/2016 - Awakening
- 6/1/2018 - CHAOS AND STILLNESS
- 2/11/2022 - Being Myself